# Gaizka Mendieta
Gaizka Mendieta Zabala (n. 27 martie 1974) este un fost fotbalist spaniol care juca pe postul de mijlocaș. Și-a început cariera la CD Castellón și a mai jucat, printre altele, la Valencia CF și FC Barcelona.